# R.F.D. 10,000 B.C.
R.F.D. 10,000 B.C. è un cortometraggio muto del 1916 diretto da Willis H. O'Brien.

## Trama
Nella preistoria, un postino e un altro spasimante si contendono l'affetto di una ragazza e di un dinosauro.

## Produzione
Il film, girato negli Edison Studios, al 2826 di Decatur Street, nel Bronx, fu prodotto dalla Edison Company e dalla Conquest Pictures Company.

## Distribuzione
Fu distribuito dalla Edison Company.